# Стахій (візантійський єпископ)

Святий Андрій Первозваний висвячує Стахія на єпископа Візантійського

Святий апостол Стахій (грец. Στάχυς, ? — 54 р.) — 2-й єпископ Візантійський, апостол із сімдесяти, другий після  Андрія Первозваного.
Був висвячений на єпископа апостолом Андрієм у 38 році, після чого ревно проповідує Христову віру.
Можливо, це про нього говорить апостол Павло у своєму посланні до Римлян:

| Вітайте Урбана, співробітника нашого в Христі, і улюбленого мого Стахія. (Рим. 16:9 |